# Andrzej Stękała
Andrzej Stękała, né le 30 juin 1995 à Zakopane, est un sauteur à ski polonais.

## Carrière
Il est licencié au club AZS Zakopane et saute au niveau international depuis 2013 dans la Coupe FIS. Après une victoire en Coupe continentale à Rena, il fait ses débuts en Coupe du monde le 19 décembre 2015 à Engelberg, où il marque ses premiers points. Un mois plus tard, il obtient son premier podium lors d'une compétition par équipes disputée à Zakopane, puis obtient une sixième place à Trondheim deux semaines plus tard.
Il se classe 34e du classement général de la Coupe du monde cet hiver.
Lors de saisons suivantes, il reste bloqué au deuxième niveau mondial, la Coupe continentale, où il monte sur quelques podiums de temps en temps.
Il fait son retour dans la Coupe du monde en janvier 2019, à Zakopane, mais il y est disqualifié. En novembre 2020, à Wisła, il marque de nouveau des points dans cette compétition avec une 19e place. Il confirme sa position dans le top trente, obtenant même plusieurs résultats dans le top dix dont une sixième place finale sur la Tournée des quatre tremplins, puis une cinquième place au premier concours de Titisee-Neustadt. Aux Championnats du monde de vol à ski 2020, il s'est classé dixième en individuel et a pris la médaille de bronze dans la compétition par équipes avec Piotr Zyla, Kamil Stoch et Dawid Kubacki. 

## Palmarès

### Championnats du monde
| Épreuve / Édition        | Individuel     | Individuel     | Par équipes Grand tremplin |
| Épreuve / Édition        | Petit tremplin | Grand tremplin | Par équipes Grand tremplin |
| Mondiaux 2021 Oberstdorf |                |                | Bronze                     |

Légende :
- : première place, médaille d'or
- : deuxième place, médaille d'argent
- : troisième place, médaille de bronze
- — : Dawid Kubacki  n'a pas participé à cette épreuve

### Championnats du monde de vol à ski
| Épreuve / Édition | Planica 2020 |
| Individuel        | 10e          |
| Par équipes       | Bronze       |

### Coupe du monde
- Meilleur classement général : 16e en 2021.
- 1 podium en individuel : 1 deuxième place.
- 3 podium par équipes : 2 deuxièmes place et 1 troisième place.

#### Classements généraux annuels
| Année     | Rang |
| 2015-2016 | 34e  |
| 2020-2021 | 16e  |
| 2021-2022 | 60e  |

### Coupe continentale
- 7 podiums, dont 1 victoire.

Palmarès à l'issue de la saison 2019-2020